# Arthur Young
Arthur Joven (Londres, 11 de septiembre de 1741- ibid., 12 de abril de 1820) fue un escritor inglés de temas como la agricultura, la economía o la estadística social. Sin tener él mismo gran fortuna con los cultivos, adquirió una renombrada reputación como experto en innovación agrícola, causa que enarboló consiguiendo tejer una populosa red de contactos y actividades.
Durante la Revolución francesa, fue un observador privilegiado y no titubeó en dejar por escrito su testimonio y opiniones. Ello hizo que su posicionamiento político adquiriera gran peso en el Reino Unido, convirtiéndose en el gran opositor a los reformistas británicos.
Young es considerado un extraordinario escritor sobre agricultura, si bien es más conocido por sus escritos testimoniales y sus juicios sociales y políticos. Gran parte de su fama también le viene por Tour in Ireland (1780) y Travels in France (1792).

## Juventud y primeros pasos
Young nació en 1741 en Whitehall, Londres, siendo el segundo hijo de Anna Lucretia Coussmaker y su marido Arthur Young, rector de Bradfield Combust en Suffolk y capellán de Arthur Onslow. Tras su paso por la escuela de Lavenham, en 1758 se asentó con los señores Robertson, que regentaban una casa mercantil en King's Lynn. Su hermana Elizabeth Mary, casada con John Tomnlinson ese mismo año, murió al siguiente, desbaratando los planes de Young de trabajar con los Thomlinson en Londres, bajo el amparo de su cuñada.
El padre de Young murió también aquel año de 1759. En 1761, Young marchó a Londres y, al año siguiente, fundó una revista titulada The Universal Museum. Pronto alcanzó cinco miembros, manteniéndose Young como el editor. Reclutó personas como William Kenrick, recién salido de la prisión King's Bench. Más tarde, la revista fue vendida a un consorcio de libreros, siguiendo el consejo de Samuel Johnson.
Young sufrió una enfermedad pulmonar desde 1761 a 1763, y se vio forzado a declinar la oferta de un puesto de oficial de caballería, ofrecido por sir Charles Howard. Ante tal tesitura, su madre le encargó el cuidado y la gestión de las propiedades familiares en Bradfield Hall, una pequeña finca que sufría grandes pérdidas. Así, entre 1763 y 1766, se centró en las labores agrícolas y administrativas de este lugar. 
Entre 1764 y 1765, Young conoció primero y amistó después con Walter Harte, que publicó en 1764 sus Essays on Husbandry. Harte le aconsejó que dejara de escribir para periódicos y revistas. Se dedicó entonces a recopilar los trabajos sobre agronomía de Henri-Louis Duhamel du Monceau, Samuel Hartlib y Jethro Tull, además de leer al propio Harte. En esos tiempos se hizo colaborador del Museum Rusticum.

## Escritor y agricultor
En 1767, Young se hizo con una granja en el condado de Essex, en Sampford Hall, razón suficiente para alejarse de su madre, que no llevaba buenas relaciones con su esposa. Por motivos económicos, hubo de mudarse en 1768 a Bradmore Farm, North Mymms, en Hertfordshire. Allí realizó los experimentos que más tarde denominó A Course of Experimental Agriculture (1770). Aunque fueron, en general, fracasos, supusieron para Young un nutrido y rico aprendizaje sobre agricultura. Trabajó como periodista parlamentario para el Morning Post de Londres en 1773.

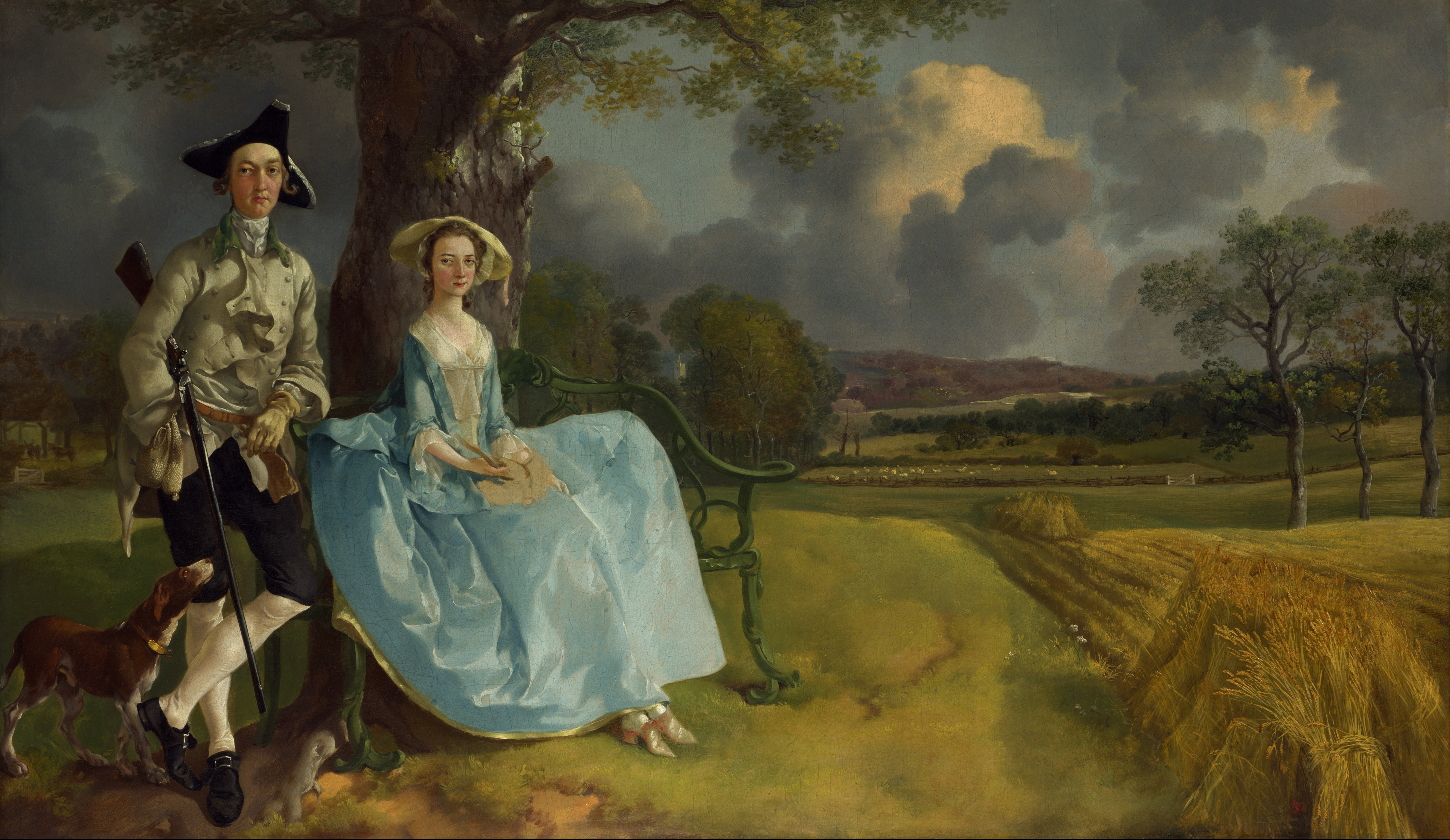
Robert Andrews, un hacendado de gran éxito por sus resultados agrícolas —considerado por Young como el terrateniente modelo—, con su esposa, en un retrato doble por Thomas Gainsborough (c. 1750).

En 1774 fue elegido como Miembro de la Royal Society, lo que no fue óbice para que la Society rechazara numerosos artículos suyos de temática agrícola, siendo el mayor objetor James Anderson. En 1784, Young comenzó la publicación de los Annals of Agriculture, de los que llegaron a publicar hasta 45 volúmenes. Entre sus colaboradores se encontraron el propio Jorge III del Reino Unido —que escribía bajo el seudónimo de «Ralph Robinson»— y Robert Andrews, en quien Young se inspiró como modelo de hacendado.
Las cifras de Young para el área total de Inglaterra y Gales, así como las de superficie cultivada total, eran grandes sobreestimaciones. En un trabajo de 1799, durante tiempos de guerra y contracción fiscal sobre la Hacienda, Henry Beeke ofreció datos más fiables, mostrando que Young había errado.
En 1793 fue nombrado secretario del Board of Agriculture, el mismo año de su creación por sir John Sinclair, el presidente. Trabajó afanosamente recopilando datos y preparando el General View of Agriculture county surveys. Sus Annals of Agriculture comenzaron a decaer allá por 1803, cuando John Rackam, el impresor, presionó a Young para que escribiera más, asunto que solucionó rellenando las páginas con notas antiguas. Sir Richard Phillips tomó el timón de la revista en para el volumen 41, apareciendo el último volumen en 1808.
La primera visita de Young a Francia no sería hasta 1787. Tras esa visita inicial, comenzó a recorrer el país galo todos los años hasta 1789 (precisamente la fecha de inicio de la Revolución francesa), describiendo la condición vital de las gentes y su conducta ante los problemas de calado público en aquellos años críticos. Sus Travels in France aparecieron en un voluminoso tomo ya en 1792 y en dos volúmenes en 1793.

## Los viajes de Arthur Young
Young realizó por entonces una serie de viajes por Inglaterra y Gales, cuyas impresiones anotó y publicó después en libros como A Six Weeks' Tour through the Southern Counties of England and Wales, A Six Months' Tour through the North of England y el Farmer's Tour through the East of England. Declaró que el contenido de estos libros era exclusivamente información de primera mano sobre alquileres, frutos del campo y plantas, y animales de Inglaterra. Estos libros tuvieron una gran acogida y fueron ampliamente traducidos a otros idiomas.
Recorrió el Reino de Irlanda entre los años 1776 y 1777, publicando su Tour in Ireland en 1780. El libro tuvo reimpresiones en 1897 y 1925, aunque con gran parte de las observaciones sociológicas de Young eliminadas. El texto completo solo sería editado por Arthur Hutton en 1892, bajo el título de Arthur Young's Tour in Ireland (1776–1779).

## En la Revolución francesa
Durante el periplo de sus viajes, Arthur Young paseó por las ruidosas calles del París revolucionario y por los salones más lujosos de la ciudad y la corte de Versalles, siendo bienvenido e invitado entre las gentes aristocráticas del más alto rango, incluyendo el rey Luis XVI y su esposa María Antonieta, en tiempos cercanos a la toma de la Bastilla el 14 de julio de 1789. No cabe duda de que estas impresiones le afectaron hondamente en su concepción de la política y, para 1792, abjuraba de la violencia como motor del cambio político. Pudo ser testigo de la ignición e incendio del castillo de Besanzón y de otros desórdenes públicos y revueltas multitudinarias, que le depararon no menos impacto que los caóticos y tumultuosos debates que pudo escuchar en la Asamblea Nacional —por ello, recomendó a sus lectores, presumiblemente ingleses, el libro de John Hatsell sobre los procedimientos parlamentarios—.
William Wyndham, un parlamentario whig y amigo de Edmund Burke que apoyaba a los revolucionarios, y Young mismo se alinearon con el punto de vista del propio Burke, expresado en sus Reflexiones sobre la Revolución en Francia (1790). Así lo puso de relieve con su obra Plain and Earnest Address to Britons, de 1792. La interpretación de Young tuvo una gran acogida, en especial por la legalista Association for Preserving Liberty and Property against Republicans and Levellers, que la hizo suya. En 1793 se opuso a la moción de reforma de Charles Grey en el Parlamento y escribió Example of France a Warning to Britain.
Ese mismo año, Young desempeñó un papel decisivo en la creación de la Suffolk Yeomanry, un regimiento reservista de caballería voluntaria, uniendo a voluntarios de diferentes zonas. El regimiento se ensambló finalmente en 1794, si bien en sus insignias adoptaron la fecha de 1793. Más tarde, él mismo formalizó, junto con el radical Capel Lofft de Troston Hall, una propuesta para que el barco de guerra de Suffolk fuera sufragado por cuotas.
En 1798 publicó An Enquiry into the State of Mind Amongst the Lowest Classes, materia de reforma parlamentaria en esos momentos. Esta publicación le valió para alcanzar una posición firme como crítico y analista, señalando los peligros de los disturbios urbanos y poniendo de relieve la influencia de Thomas Paine.

## Asociaciones
La amistad más cercana de Young fue John Symonds, profesor de Cambridge que acabaría siendo su editor. Tanto él como Young asistían a las cenas de los jueves organizadas por el conde de Bristol, Frederick Hervey, en su casa rural de Ickworth.
A finales de 1780, se produjeron algunas polémicas acerca de la libre exportación de lana, y Young, junto con Joseph Banks, tomaron partido por menores restricciones en la exportación. Un amigo común, James Oakes, de Bury St Edmunds, defendió la postura contraria a la de Young cuando éste argumentó que restringir las exportaciones de lana iba en contra de los intereses de los hacendados. Oakes, en cambio, estaba de acuerdo con la caída del precio de la lana, puesto que favorecía a los hilanderos.
Cada vez que Young realizaba un viaje, este iba precedido de gran alborozo de los periódicos, lo que conducía a encuentros y citas con importantes agricultores e innovadores agrónomos. Un encuentro de 1796 en el sureste de Inglaterra llevó a Young a entablar relaciones con Francis Buller, baronet, juez e innovador de la prisión de Dartmoor, en Princetown. La visión de Buller sobre agricultura coincidía con la de Young. Andando el tiempo, la relación de ambos se enfriaría tras la imputación del hijo de Young, el reverendo Arthur Young, por manipular al jurado en el juicio de Arthur O’Connor, según atestiguaban una carta de Gamaliel Lloyd, un radical. Buller y el fiscal general creyeron la acusación cuando la carta se leyó en mitad del juicio.

## Años finales

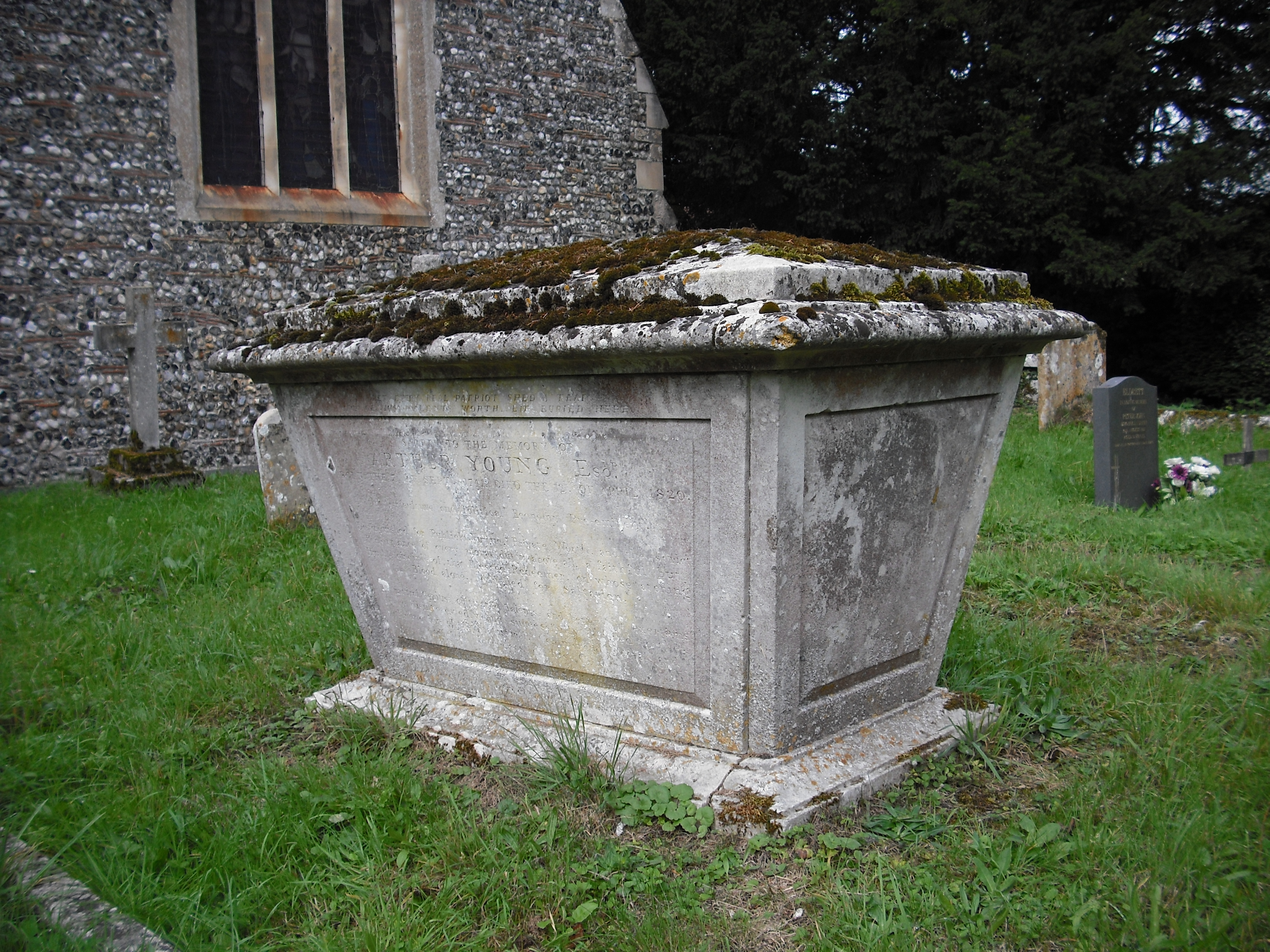
La tumba de Arthur Young en All Saint's Church, Bradfield Combust

Desde 1801, Young recibió instrucción evangélica en el London Lock Chapel por parte de Thomas Scott. Entre sus influencias religiosas se halla Charles Simeon. En 1809 partió al extranjero como corresponsal para la Real Academia de Artes y Ciencias de los Países Bajos. En 1811, Marianne Francis (1790-1832), sobrina de Frances Burney, y él amistaron por su comunión por la causa del cristianismo evangélico. Por aquellos años fue perdiendo paulatinamente la visión en ambos ojos a causa de las cataratas. Ese mismo año se operó, pero la intervención lo dejó completamente ciego. No obstante, siguió publicando panfletos. 
Murió en Sackville Street, Londres, el 12 de abril de 1820, a la edad de 78 años, tras haber batallado larga y dolorosamente con el cálculo renal. Fue enterrado en la iglesia de Bradfield Combust, donde, en su tumba con forma de sarcófago, puede leerse: «Que cada verdadero patriota derrame una lágrima, porque el genio, el talento y el valor yacen aquí enterrados». Dejó escrita su autobiografía en un manuscrito que no fue editado hasta 1898 por Matilda Betham-Edwards.

## Legado

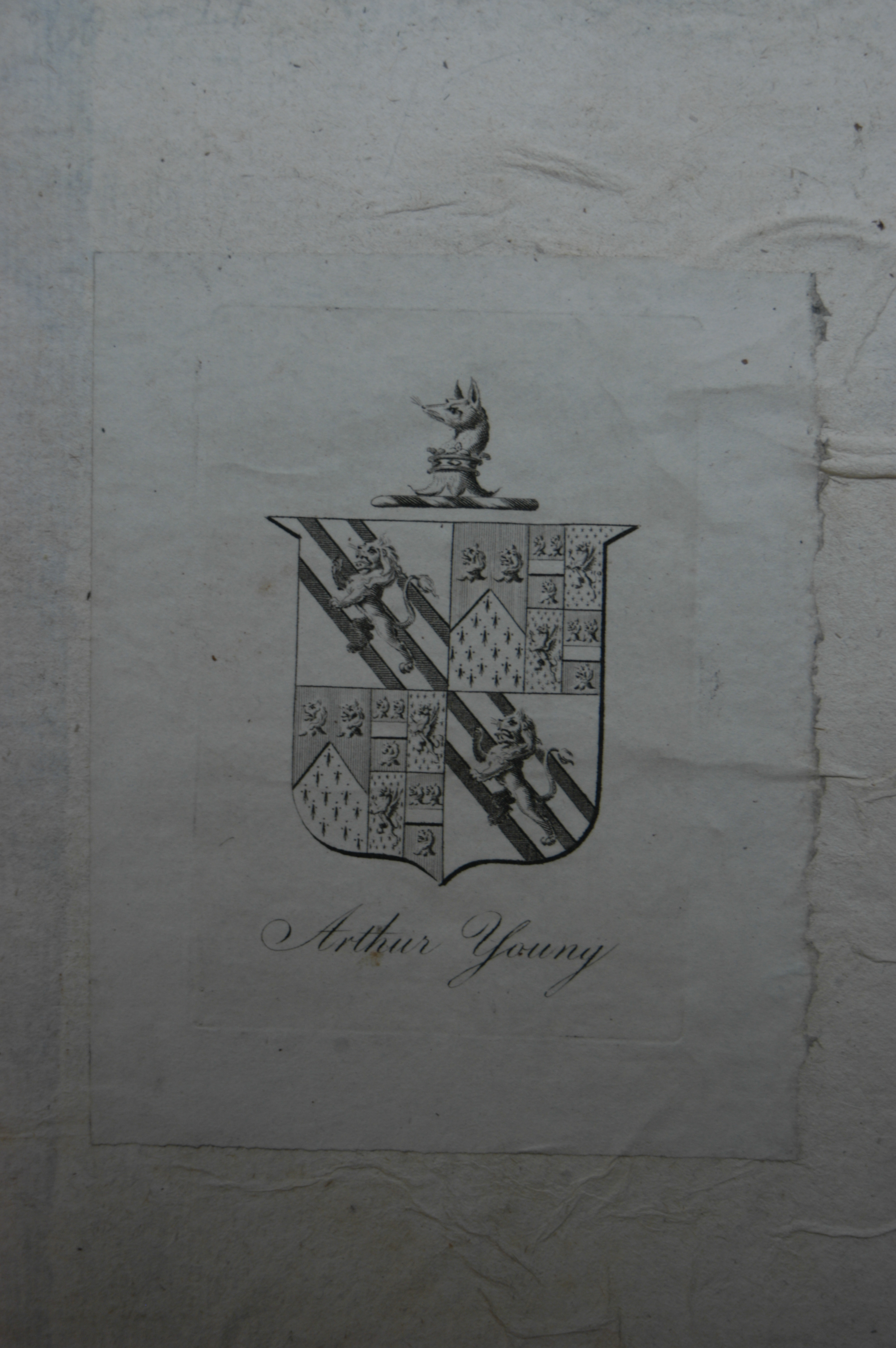
Uno de los exlibris de Arthur Young, conservado en un libro de la Royal Agricultural Society of England.

Los escritos de Young consiguieron influenciar a toda una generación de críticos contemporáneos y estudiosos de la economía y la sociología. Tal fue el caso de Frederick Morton Eden y John Sinclair. Incluso en los Estados Unidos encontró seguidores, como el agrónomo John Beale Bordley.

## Escritos
Young erigió su reputación en derredor de las reflexiones emitidas como innovador agrónomo, pero también como un observador sociólogo y economista político. A la edad de 17 años, publicó el panfleto On the War in North America. También escribió cuatro novelas juveniles, así como Reflections on the Present State of Affairs at Home and Abroad (1759). En 1768 publicó Farmer's Letters to the People of England y, posteriormente, en 1771, Farmer's Calendar, que fue ampliamente editado. Su Political Arithmetic (1774) tuvo una notable difusión europea.
Escribió alrededor de 25 libros y panfletos sobre agricultura y otros 15 libros, además de incontables artículos, sobre economía política. Algunos son: 
- The farmer’s letters to the people of England [Cartas del granjero al pueblo de Inglaterra]. Londres: W. Nicoll. 1767.
- A six weeks tour, through the southern counties of England and Wales [Un viaje de seis semanas, a través de los condados del sur de Inglaterra y Gales]. Londres: W. Nicoll. 1768.
- The farmer's guide in hiring and stocking farms [La guía del granjero sobre contratar y abastecer granjas]. 2 vols. Londres: W. Strahan & W. Nicoll. 1770-71.
- The Farmer’s Calendar, 1771; 1862 edition
- The Farmer's Tour Through the East of England: Being the Register of a Journey Through Various ... 1771.
- Political Arithmetic: Containing Observations on the Present State of Great Britain and the Principles of Her Policy in the Encouragement of Agriculture, 1774.
- A Tour in Ireland, 1780. Repr. Blackstaff Press, 1983.
- Annals of Agriculture and other useful Arts. Vol 1 to 45, 1785-1809; Vol. 1, 1785; Vol. 8, 1787; Vol. 10, 1799; Vol. 17, 1792, Vol. 22, 1794; Vol. 32, 1799; Vol. 45, 1808;
- Travels during the years 1787, 1788, & 1789 : undertaken more particularly with a view of ascertaining the cultivation, wealth, resources, and national prosperity of the Kingdom of France, 1792.[35]
- View of the agriculture of Oxfordshire. By the secretary of the Board of agriculture and ... 1809.
- The Autobiography of Arthur Young. London, 1898.

El libro Travels in France fue traducido al francés entre los años 1793 y 1794 por François Soules. En 1856 aparecería una nueva versión, traducida por Henri Lesage, con una introducción de Léonce Guilhaud de Lavergne. El Directorio ordenó que los escritos de Young fuesen traducidos y editados en 20 volúmenes bajo el título Le Cultivateur anglais.

## Familia
En 1765, Young se casó con Martha Allen (†1815), cuñada de Charles Burney. La relación marital no estuvo exenta de riñas y agudas disensiones, como atestiguan Frances Burney y su hermanastra Sarah Burney durante la visita familiar de 1792, visita que también le valió a Burney para observar la amorosa entrega de Young por sus hijos. La muerte de su hija Martha Ann, de tan solo 14 años, por tuberculosis el 14 de julio de 1797, atormentó profundamente a Arthur Young, lo que pudo llevarle a un camino más piadoso, acercándose a la religión.